# 78c (ингибитор CD38)
78c (ингибитор фермента CD38) является производным 4-аминохинолина, малой молекулой, которая действует как сильнодействующий и селективный ингибитор фермента CD38, осуществляющего регуляцию внутриклеточного пула НАД.

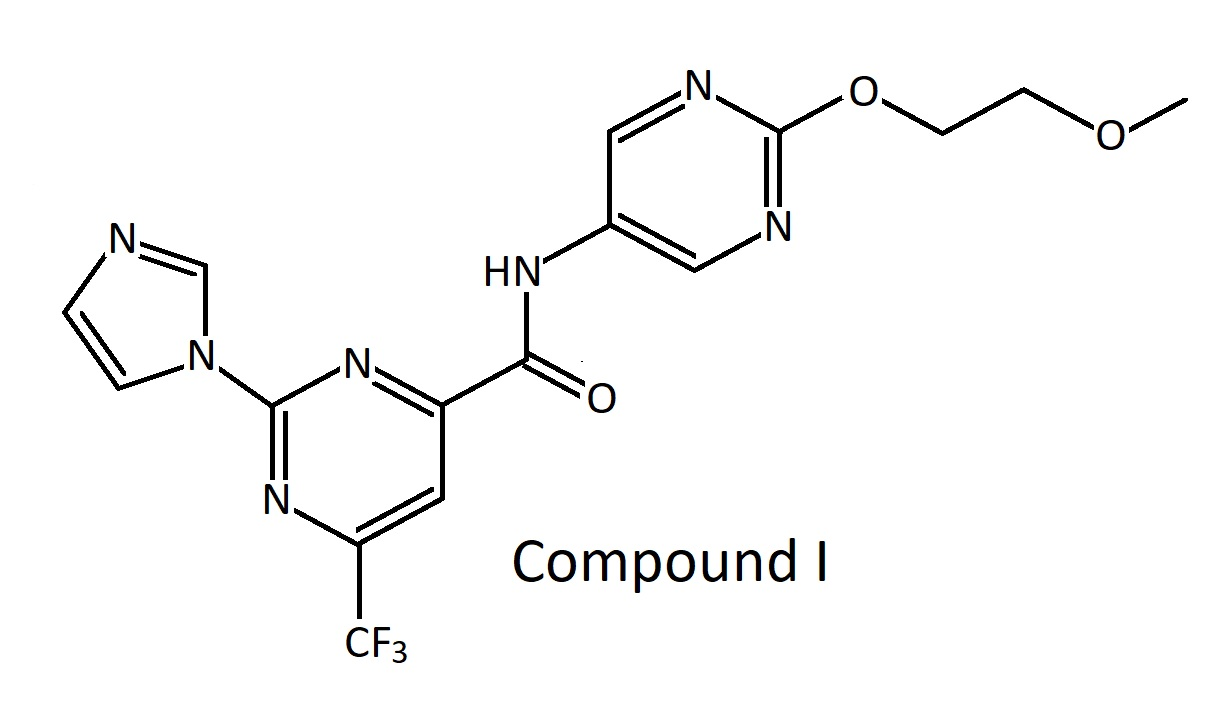
Ингибитор CD38, носящий название соединение 1, разработанный Li с соавт.

Поскольку CD38 является основной НАДазой, понижающей уровни НАД при старении, ингибитор 78c может быть использован для терапии, повышающей НАД, при заболеваниях связанных со старением. Так, например, 78с через два часа после приёма повышал уровень НАД в печени на 536% 
Лечение старых мышей ингибитором НАДазы 78c заметно снижало накопление в тканях воспалительных клеток и существенно снижало появление фиброзных и воспалительных изменений при старении в мышцах , а также в коже, лёгких и слизистой оболочке брюшины. В опытах in vitro на сердцах мышей лечение с помощью 78с значительно уменьшало последствия инфаркта миокарда.
Показано что 78c увеличивает продолжительность жизни (средней на 17% и  максимальной на 14%) и защищает от вызванной старением потери здоровья состарившихся самцов мышей.
В яичниках самок мышей среднего возраста раньше, чем в других их тканях активируется повышенная экспрессия НАДАзы CD38 и снижение уровней НАД+, что приводит к потере ими фертильности. Фармакологическое ингибирование CD38 с помощью 78c повышало уровень НАД+ в яичниках и таким образом противодействовало  возрастному бесплодию.
Поскольку CD38 играет важную роль в патогенезе аллергических заболеваний дыхательных путей и активность CD38 может быть одной из причин нечувствительности к кортикостероидам при астме у пожилых людей, ингибирование CD38 с помощью 78c должно помочь в лечении астмы.
Позднее был создан ингибитор CD38, пока что носящий название соединение 1, обладающий высокой эффективностью в отношении CD38 и минимальной активностью в отношении других мишеней.